# Martin Strell (Chemiker, 1912)
Martin Strell (* 5. Februar 1912 in München; † 18. Februar 1999) war ein deutscher Chemiker.
Strell war der Sohn von Martin Strell (1881–1967), Professor für Chemie und Technologie von Wasser und Abwasser an der TU München sowie Regierungschemierat an der Bayerischen Biologischen Versuchsanstalt. Strell studierte wie sein Vater an der TU München, promovierte dort 1939 (Über Iso- und Neopurpurine sowie über Teilsynthesen in der Chlorinreihe), habilitierte sich und wurde Professor. Ab etwa 1950 setzte er die Arbeiten seines Lehrers Hans Fischer zur Totalsynthese des Chlorophylls fort (mit Alfred Treibs und anderen) und veröffentlichte darüber 1960 mit dem aus Bulgarien stammenden Anton Kalojanoff und H. Koller. Das geschah wenige Monate vor Robert B. Woodward und seiner internationalen Gruppe. Sie schlugen dabei einen etwas anderen Weg ein. Beide Synthesewege gingen über Phäophorbid (den Weg von da zu Chlorophyll hatte zuvor schon Richard Willstätter in München aufgezeigt). Die Synthese durch den Gruppenleiter Martin Strell gelang schon 1955, es folgten aber mehrere Jahre der Überprüfung. Ein Vortrag auf der Tagung der Deutschen Chemischen Gesellschaft im Februar 1960 kam aus Termingründen nicht zustande, man sagte Strell aber eine Veröffentlichung im März-Heft der Angewandten Chemie zu, Woodward veröffentlichte dort im Mai-Heft 1960. Auch in Basel wurde damals an der Totalsynthese gearbeitet.